# Experimento da gota de piche

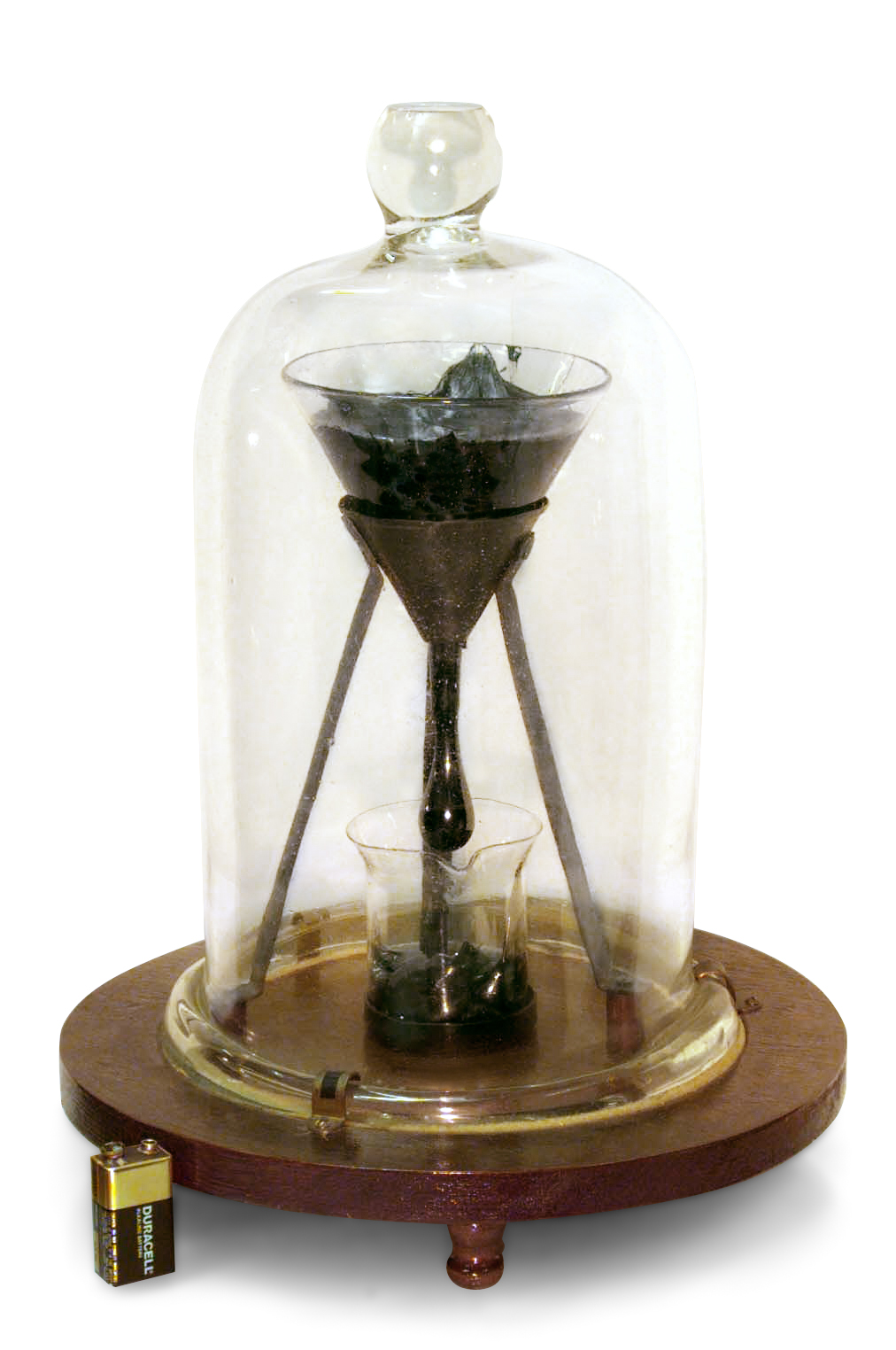
O experimento da gota de piche da Universidade de Queensland, demonstrando a viscosidade do betume.

O experimento da gota de piche ou experiência da gota de piche é um experimento de longo prazo que mede a fluidez de um pedaço de piche ao longo de vários anos. Piche é o nome dado a um de vários materiais altamente viscosos de aparência sólida, mais comummente o betume e é uma variedade de alcatrão, também designada pez-de-hulha. À temperatura ambiente, o piche flui a uma taxa muito lenta, demorando vários anos para formar uma única gota.

## Experimento da Universidade de Queensland

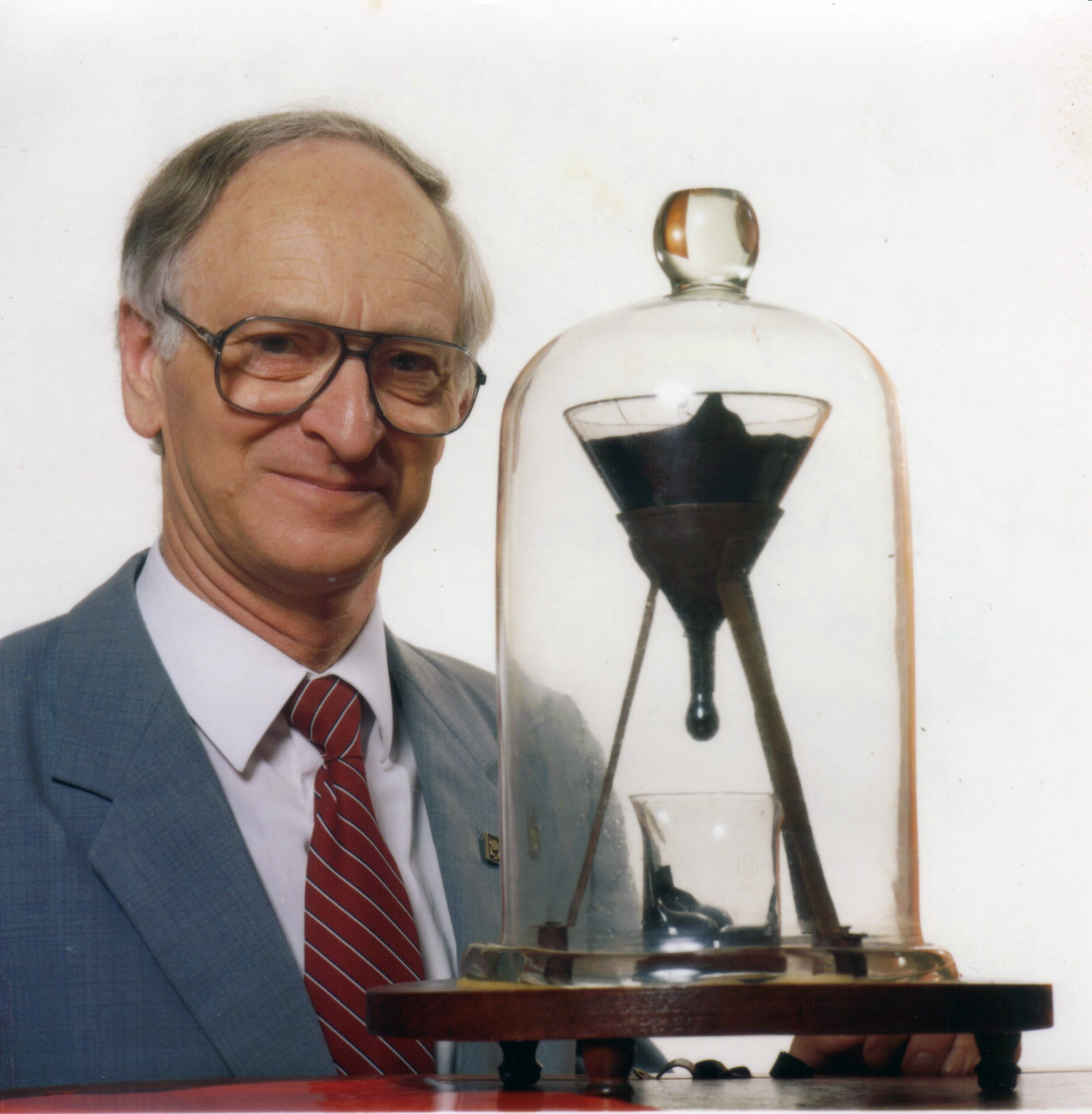
A experiência da gota de piche da Universidade de Queensland, e seu então supervisor, Prof. John Mainstone (foto de 1990, dois anos após a sétima gota e 10 anos antes da oitava gota cair).

A versão mais conhecida  da experiência iniciou-se em 1927 pelo Professor Thomas Parnell da Universidade de Queensland em Brisbane, na Austrália, para demonstrar aos alunos que algumas substâncias que parecem sólidas são efetivamente fluidos de altíssima viscosidade. Parnell despejou uma amostra de piche aquecido em um funil lacrado e deixou-o repousar por três anos. Em 1930, o lacre no pescoço do funil foi cortado, permitindo que o piche começasse a fluir. Uma redoma de vidro cobre o funil e é colocada em exposição pública do lado no exterior de uma sala de palestras. Gotas de tamanho grande se formam e caem durante um período de aproximadamente uma década.
A oitava gota caiu em 28 de novembro de 2000, permitindo aos cientistas calcularem que o piche possui viscosidade aproximadamente 230000 milhões (2,3×10>11) de vezes à viscosidade da água.
O experimento foi registrado no Guinness World Records como o experimento de laboratório de maior duração ininterrupta do mundo, e presume-se que haja piche suficiente no funil para que continue durante pelo menos outros cem anos. Outros dois experimentos ainda ativos são mais antigos que o da gota de piche são o sino elétrico de Oxford (1840) e o Relógio Beverly (1864), mas cada um deles passou por breves interrupções desde 1937.
Originalmente, o experimento não foi conduzido sob quaisquer condições atmosféricas controladas especiais, significando que a viscosidade poderia variar durante o ano por flutuações na temperatura. Em algum momento após a queda da sétima gota em 1988, foi instalado um aparelho de ar-condicionado no local onde o experimento é conduzido. A temperatura média mais baixa prolongou o estirão de cada gota antes de ela se separar do restante do piche no funil.
Em outubro de 2005, John Mainstone e o falecido Thomas Parnell receberam o Prêmio Ig Nobel de Física, uma paródia do Prêmio Nobel, pela experiência da gota de piche.
O experimento é monitorado por uma webcam, mas problemas técnicos impediram que a gota de novembro de 2000 fosse filmada. O experimento da gota de piche está em exibição pública no segundo andar do Parnell Building na School of Mathematics and Physics no campus St Lucia da Universidade de Queensland. Centenas de milhares de usuários de internet assistem ao fluxo de vídeo ao vivo por ano.
O professor John Mainstone morreu em 23 de agosto de 2013, aos 78 anos,após um acidente vascular cerebral.
A nona gota tocou a oitava em 17 abril de 2014. Contudo, ainda estava presa ao funil.
Em 24 de abril de 2014, o guardião do experimento Andrew White decidiu substituir o béquer contendo as oito gotas anteriores antes que a nona se fundisse a elas.Enquanto a redoma de vidro era levantada, a base de madeira oscilou e a nona gota soltou-se do funil.

### Histórico
Histórico do experimento da Universidade de Queensland:
| Data              | Evento                 | Duração | Duração | Duração |
| Data              | Evento                 | Anos    | Meses   |         |
| ----------------- | ---------------------- | ------- | ------- | ------- |
| 1927              | Piche quente derramado |         |         |         |
| Outubro de 1930   | Corte do lacre         |         |         |         |
| Dezembro de 1938  | Queda da 1ª gota       | 8       | 1       |         |
| Fevereiro de 1947 | Queda da 2ª gota       | 8       | 2       |         |
| Abril de 1954     | Queda da 3ª gota       | 7       | 2       |         |
| Maio de 1962      | Queda da 4ª gota       | 8       | 1       |         |
| Agosto de 1970    | Queda da 5ª gota       | 8       | 3       |         |
| Abril de 1979     | Queda da 6ª gota       | 8       | 7       |         |
| Julho de 1988     | Queda da 7ª gota       | 9       | 2       |         |
| Novembro de 2000  | Queda da 8ª gota [A]   | 12      | 3       |         |
| Abril de 2014     | 9ª gota[B]             | 13      | 4       |         |

A Após a 7ª gota ,ar-condicionado foi instalado, baixando a temperatura média.
B 17 de abril de 2014: 9ª gota tocou a 8ª gota. 24 de abril de 2014: 9ª gota separou-se do funil durante mudança de béquer.

## Experimento do Trinity College Dublin
O experimento da gota de piche no Trinity College de Dublin, na Irlanda, foi iniciado em outubro de 1944 por um colega desconhecido do vencedor do Nobel Ernest Walton enquanto ele estava no departamento de física do Trinity College. Este experimento, como o da Queensland University, foi feito para demonstrar a alta viscosidade do piche. Este experimento ficou numa prateleira em uma sala de aula do Trinity College sem ser monitorado por décadas enquanto pingava um certo número de vezes do funil para a jarra receptora embaixo, também acumulando camadas de poeira.
Em abril de 2013, cerca de uma década após a gota de piche anterior, físicos do Trinity College notaram que outra gota estava se formando. Eles moveram o experimento para uma mesa para monitorá-lo e registraram a gota em queda com uma webcam, permitindo que todos os presentes a vissem. A gota caiu por volta das 5:00 da tarde de 11 julho de 2013, marcando a primeira vez que a queda de uma gota de piche fosse registrada por uma câmera.
Baseados nos resultados desse experimento, os físicos do Trinity College estimaram que a viscosidade do piche é dois milhões de vezes a do mel, ou cerca de 20000 milhões de vezes a viscosidade da água.